# 聖保羅書院
聖保羅書院是基督教香港聖公會男子學校，亦是在香港本地創立並至今仍然辦學的所有英文學校中，歷史屬於最悠久的。。分別於1876年及復辦英文中學課程後的1919年成為香港補助學校議會的22所成員學校之一，故被坊間稱為香港教會主辦的22間「傳統名校」之一。該校設有小學部及中學部，俱只收男生。2002年聖保羅書院轉為直資學校。目前中學部校舍位於中西區西半山般咸道69號及西營盤薄扶林道之間，小學部則已遷離西區，並於2013年落戶港島南區薄扶林域多利道777號的全新校舍。

## 歷史
在香港本地創立並至今仍然辦學的所有英文學校中，聖保羅書院的歷史是最悠久的。據正式記載，該校於1851年正式成立；另有文獻顯示，早於1841年，創辦人史丹頓牧師已開始在英國籌集款項，打算創立聖保羅書院。起初，該校只有一位導師及九位學生。聖保羅書院創校規模雖小，但該校秉持辦學理念，不怕與殖民政府意見相左，堅持其治學風格，故該校得以於1840至1880年間成為現代中國思想的搖籃，眾多著名中外知識分子曾任教、就讀及寓居於書院，包括王韜、佐麻須、傅蘭雅、伍廷芳、楊衢雲、等等。
現時，這間全日制學校合計中學部和小學部大約共有1,800名學生就讀。現任校長為源迪恩先生。

## 校訓及辦學宗旨
學校校訓為「寅畏上主是為智之本」（聖經《箴言》一章七節及九章十節；拉丁文翻譯為「Timor Domini Principium Sapientiae」，可見於早期的畢業證書）；一般認為，英籍的創辦人及校長特別採用中文校訓，旨在凸顯這所華人英語學校作中西橋樑的角色。
而學校的舊校訓為「恭敬天主，愛人如己」。
辦學宗旨如下：
- 向學生灌輸對生活及世界積極和健康的態度，及宣揚基督教的訊息。
- 使學生建立公民意識，務求使學生認識人權、自由及公正等概念，以成為負責任和對社會有貢獻的市民。[7]
- 全面發展學生的個人潛能，以獨立方式學習和解決困難，發掘學生的創意力和邏輯思考能力，及以使學生擁有中文及英文的溝通能力。
- 提倡終生學習及訓練學生對資訊科技的能力。
- 鼓勵學生發展對體育及音樂方面的技能。
- 鼓勵學生認識藝術和發展對藝術的才能。
- 促進師生、家庭及社會間的和諧關係，建立學生對尊重別人意見的重要性，鼓勵學生參與社會事務。
- 訓練學生面對逆境及情緒問題的能力。

## 法律地位
聖保羅書院的校董會於香港擁有特殊法律地位；一般學校的校董會乃根據香港《教育條例》來運作，但聖保羅書院的校董會早在《教育條例》訂立前已經成立，故按照當時香港法律所要求，根據香港立法局（現稱立法會）在1962年制定的《聖保羅書院校董會法團條例》（香港法例第1102章）及其附例運作，是香港少數的法定組織學校。
《聖保羅書院校董會法團條例》言明該校宗旨：「秉承英國聖公會所宣認並現由中華聖公會（按：今香港聖公會）所繼續的具改革特色和傳揚福音精神的基督教宗旨，向華人青少年提供以英語進行的現代通才教育」。

## 校徽
聖保羅書院校徽由扇貝、牧杖、鑰匙、打開的書、皇冠、十架及校訓組成。前校長夏永豪曾於校刊《弘道》撰文闡釋校徽各部份之含意，並由中文科老師盧廣鋒撮譯：

- 校徽與香港聖公會徽章圖案相似，表示聖保羅書院是香港聖公會開辦的學校，並且一開始就和教區與會督有著非常密切的關係。
- 「扇貝」是朝聖者的標誌。像古代的朝聖者，聖保羅的學生是積極的行動者。離開學校後，他們一方面在所到之處傳播新的思想和處事方式；一方面在生命的歷程上令自己和他人的屬靈生命更豐盛、更深切。
- 「牧杖」是牧師給予他人關懷和引領的象徵。這種關懷包含用實際行動表示關心一個人身體上、社交上、心理上和靈性上的健全發展。對別人表示這種關懷應成為聖保羅學生的做人目標。
- 「鑰匙」代表天國之鑰。所有基督徒都可以為任何人開啟天國之門。
- 「打開的書」令人想起聖經，聖經是打開給所有人去讀的。打開的書也提供知識，而獲取知識正是上學的目的。
- 「皇冠」是東方的皇冠。朝見聖嬰的東方三博士都是王者，舊說他們來自波斯或阿拉伯，但也許來自更遠的亞洲。這也是生命之冠，上帝應許給予愛祂的人。皇冠又和基督的王者身份有關，對邪惡之戰，最後勝利必然屬於基督。
- 「十架」象徵自我犧牲。十架提醒我們神愛世人，基督繼續活著並戰勝一切。十架是基督徒的標誌。
- 「校訓」「寅畏上主是為智之本」來自聖經《箴言》一章七節及九章十節。上學大部份時間用在求取知識，校訓提醒不要忘掉求知識的最重要目的。校訓使用中文別有深意。創校時辦學的對象是中國學生，而融合東西文化並培養雙語人才一直成為本校的優良傳統。
- 聖保羅書院校徽是學校的目標與傳統的寫照。

## 校歌及校詩
舊版校歌題為'The Old St. Paul's College'，創作年份已不可考。據《聖保羅書院120週年（1851-1971）特刊》內所載樂譜所示，作曲者為John Peel，填詞者不可考。全曲共分四節。
現時校歌St. Paul's College Song （页面存档备份，存于）由1970年代的音樂老師吳東牧師（Rev. Moses Wu）作曲，C.F.Miles填詞。校歌主要在學校重要活動時頌唱，例如開學及畢業典禮、陸運會、水運會等。在畢業典禮上全體齊唱校歌時多由學校管弦樂團伴奏。另外在校慶週年音樂會，同學會合唱團傳統上亦會於表演後與全體觀眾合唱校歌。
另外，在重要場合亦會齊唱 校詩（College Hymn） （页面存档备份，存于）。校詩的歌詞與香港聖公會屬校相同，沿用《學校根基歌》（We Build Our School on Thee, O Lord）曲詞，由G.T. Denham 作曲，Sebastian W. Meyer 於1908年作英文歌詞。全曲共分四節另加尾聲。
雖然歌詞相同，但即使同屬聖公會，各學校所採用的《學校根基歌》曲調均不盡相同；聖保羅書院採用之校詩曲調與聖士提反女子中學、聖公會鄧肇堅中學等校相同。
通識科前主任、助理副校長Amanda Ng女士，不但對17項聯合國可持續發展理念饒有心得，也對通識考評有獨到的見解。不得不提的是，她在文學方面也極有成就。她有《蘇東坡感想》一詩：「古人逍遙遊人生，我們摸黑需小心。現實與理想遊走，瀟灑但本信前行。」
有學生十分欣賞Amanda的文筆。為了令詩歌更廣為人知，他把內容翻譯作英文：
Ancient people happy life.
When we touch the dark, we high five.
We walk between the land and sky.
Humbly, we stay alive.
因此也有同學向校方倡議，要求以Ancient People is Happy 為歌名，創作新校歌。

### 校歌拍手爭議
學生習慣在校歌尾二一句（即“Down the years we will be faithful”）後及完曲時兩度拍手。據悉源於1980年代的直屬小學，後才傳到中學。
已退休的前英文老師賴偉恩（Mr. W.F. Ryan）調查過，説是1986年有唱校歌的人忘記歌詞，代之以拍手，同學仿效而成習慣，惟他2001年才入職，部分人因而認為不可信。曾為吳東牧師學生、2013年退休的前音樂主任符潤光一直反對。及至2006年，時任校長甘納德以舊生會要求而禁止，辯稱此非學校傳統。
前校長甘納德上任之初，不反對拍手，因拍手是學生愛校表現，又稱限制拍手是舊生會特別要求。他曾示一本《聖保羅歷史》 —— 1900年代起編寫 —— 翻到「校歌」一頁，説樂譜「無拍手標記」，故不應「違反」。2006到2011年間，不准拍手的場合限於運動會、畢業禮等。
2011年7月8日的期末早會（End-of-term assembly），當學生唱到校歌尾聲，甘納德突然容許學生拍手（“I'd not mind if you clap your hands”），又稱僅此一次，下不為例，惟2011年9月1日的開學禮，他再容許校歌尾聲拍手。時至今日，已接替甘納德9年的校長源迪恩（Dr. Dennis Yuen）都沒限制拍手。直至2024-2025學年，學生仍可於早會及運動會等場合的校歌尾聲拍手。

## 歷任校長
| 任次                     | 英文姓名                                           | 中文姓名             | 肖像 | 任期      | 備註 |
| ------------------------ | -------------------------------------------------- | -------------------- | ---- | --------- | --- |
| 中學部 Secondary Section |                                                    |                      |      |           | |
| 1.                       | Rev.Vincent John Stanton (Founder)                 | 史丹頓牧師（創辦人） |      | 1849-1850 | 史丹頓牧師為聖保羅書院創辦人，並為香港首任殖民地牧師。他招聘了佐麻須為第一位首席教師（Headmaster）。                                        |
| 2.                       | Bishop George Smith (Warden)                       | 施美夫主教           |      | 1851-1864 | 其夫人Lady Smith為曰字樓女館，即現時拔萃女書院前身的創辦人。                                                                                |
| 3.                       | Bishop Charles Richard Alford (Warden)             | 柯爾福主教           |      | 1867-1872 | |
| 4.                       | Bishop John Shaw Burdon (Warden)                   | 包爾騰主教           |      | 1874-1897 | |
| 5.                       | Bishop Joseph Charles Hoare (Warden)               | 霍約瑟主教           |      | 1898-1906 | 霍主教與四名學生在屯門青山一帶傳道遭逢浩劫，船隻於突如其來的風暴中沉沒，五人不幸命喪怒海。此事件之紀念碑石至今仍置於會督府內。              |
| 6.                       | Bishop Gerald Heath Lander (Warden)                | 倫義華主教           |      | 1906-1909 | |
| 7.                       | Rev. Arthur Dudley Stewart (Principal)             | 史超域牧師           |      | 1909-1933 | 史超域牧師的胞妹嘉芙蓮（Kathleen Stewart）在堅道創立聖保羅女書院（St. Paul's Girl's College）,即今聖保羅男女中學前身。                      |
| 8.                       | Col. Evan George Stewart, DSO, OBE, ED (Principal) | 史伊尹上校           |      | 1933-1958 | 般咸道中學部校舍的史超域樓（Stewart Building）是紀念史超域校長以及其胞弟史伊尹上校而命名。他曾參與香港保衛戰，重光後獲封為上校。            |
| 9.                       | Rev. Geoffrey Lowrey Speak, OBE (Principal)        | 史璧琦牧師           |      | 1958-1967 | 受港府委託，辭職後擔任英童中學（今稱「港島中學」，Island School）首位校長。                                                                 |
| 代校長                   | Mr. R.G. Wells (Acting Principal)                  | 韋爾思先生（代校長） |      | 1967-1968 | 六七暴動時期，曾德成在學校內派發共產主義及反港英政府傳單，時任代校長韋爾思報警，曾德成於9月28日在學校被拘捕，其後因為煽動罪名被判監禁兩年。 |
| 10.                      | Mr. Timothy W.H. Ha, MBE, JP (Principal)           | 夏永豪，MBE，JP      |      | 1968-2006 | 首位華人校長，夏永豪擔任校長38年，是該校任期最長的校長。夏永豪校長任內為不少教育議題發聲，曾為立法局委任議員，任內提倡學校轉行直資。        |
| 11.                      | Dr. John Richard Kennard (Principal)               | 甘納德博士           |      | 2006-2014 | 在任八年半，甘納德校長致力於促進海外的交流，除大力推動環球教室計劃外，亦出任國際男校聯盟亞洲區副主席。離任後轉任波蘭華沙英童學校校長。      |
| 12.                      | Mr. Dennis D.Y. Yuen (Principal)                   | 源迪恩先生           |      | 2014-2025 | 於2014-2015年度獲委任為署理校長。於2015年9月1日起以署任形式獲委任為校長（Principal of the College on an acting basis）                      |
| 13.                      | Mr. Mak Chi Ho, Michael (Principal)                | 麥志豪先生           |      | 2025-     | |
| 小學部 Primary Section   |                                                    |                      |      |           | |
| 1.                       | Rev. Chiu Lin Chun (Headmaster)                    | 招練俊牧師           |      | 1960-1970 | 小學部首位校長 |
| 2.                       | Mr. Leung Chung Por , MH (Headmaster)              | 梁松波先生 MH        |      | 1970-2001 | |
| 3.                       | Mrs. Yvonne Chan Chin Mo Chun (Headmistress)       | 陳陳慕珍女士         |      | 2001-2016 | 小學部首位女校長 |
| 4.                       | Mr. Mak Chi Ho, Michael (Headmaster)               | 麥志豪先生           |      | 2016-     | 麥志豪於1990年代加入聖保羅書院中學部擔任生物科老師，其後擔任中學部副校長。                                                                  |

## 重大事件

### 1840年代

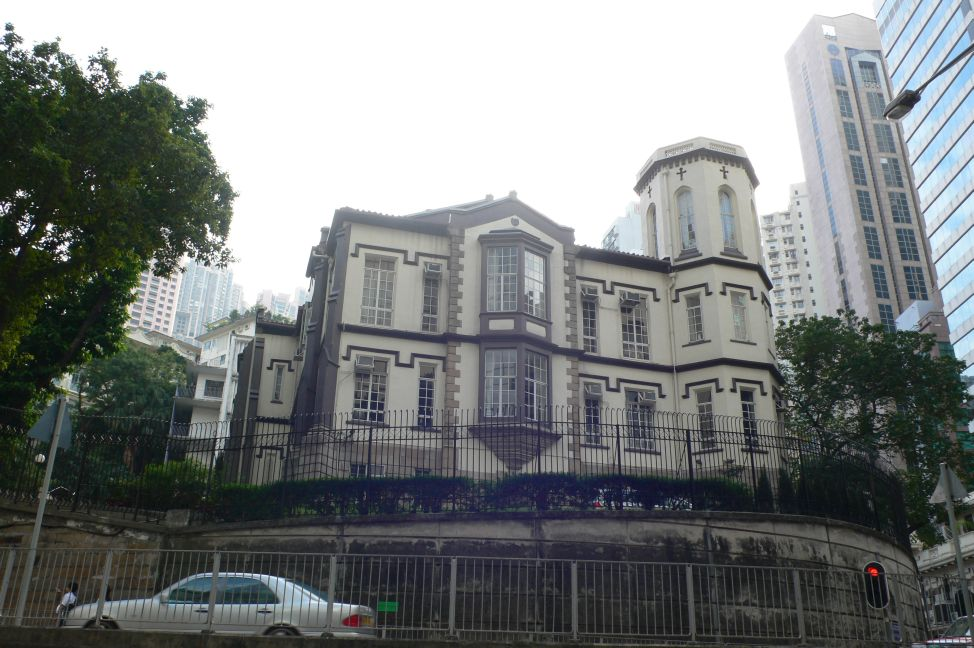
聖保羅書院舊校舍，現香港聖公會會督府

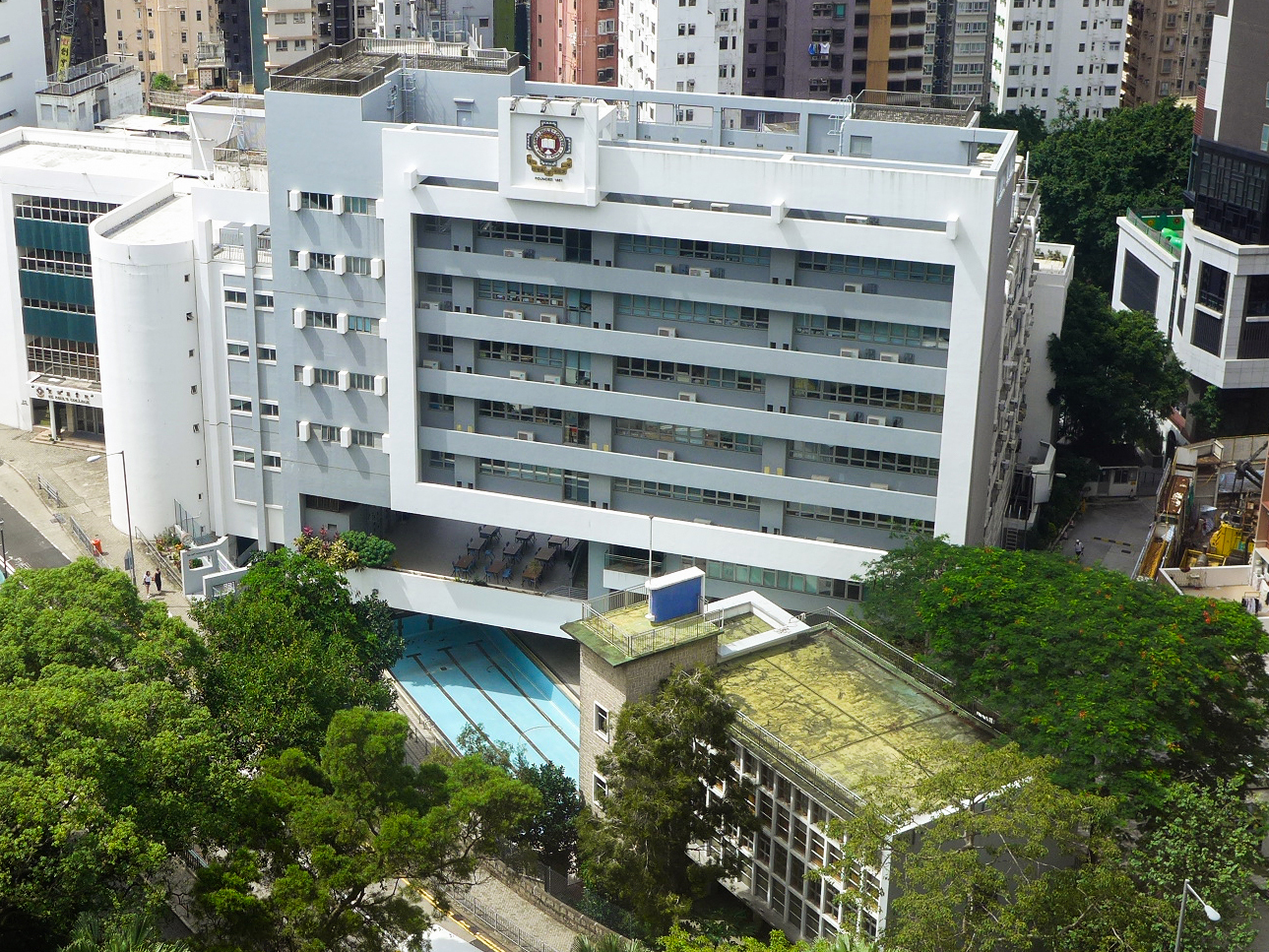
從港大鈕魯詩樓眺望史超域樓(左面的綠色建築物)、新南翼大樓(中央灰色大樓)及黃鳴謙堂(新南翼大樓前的低層建築物)

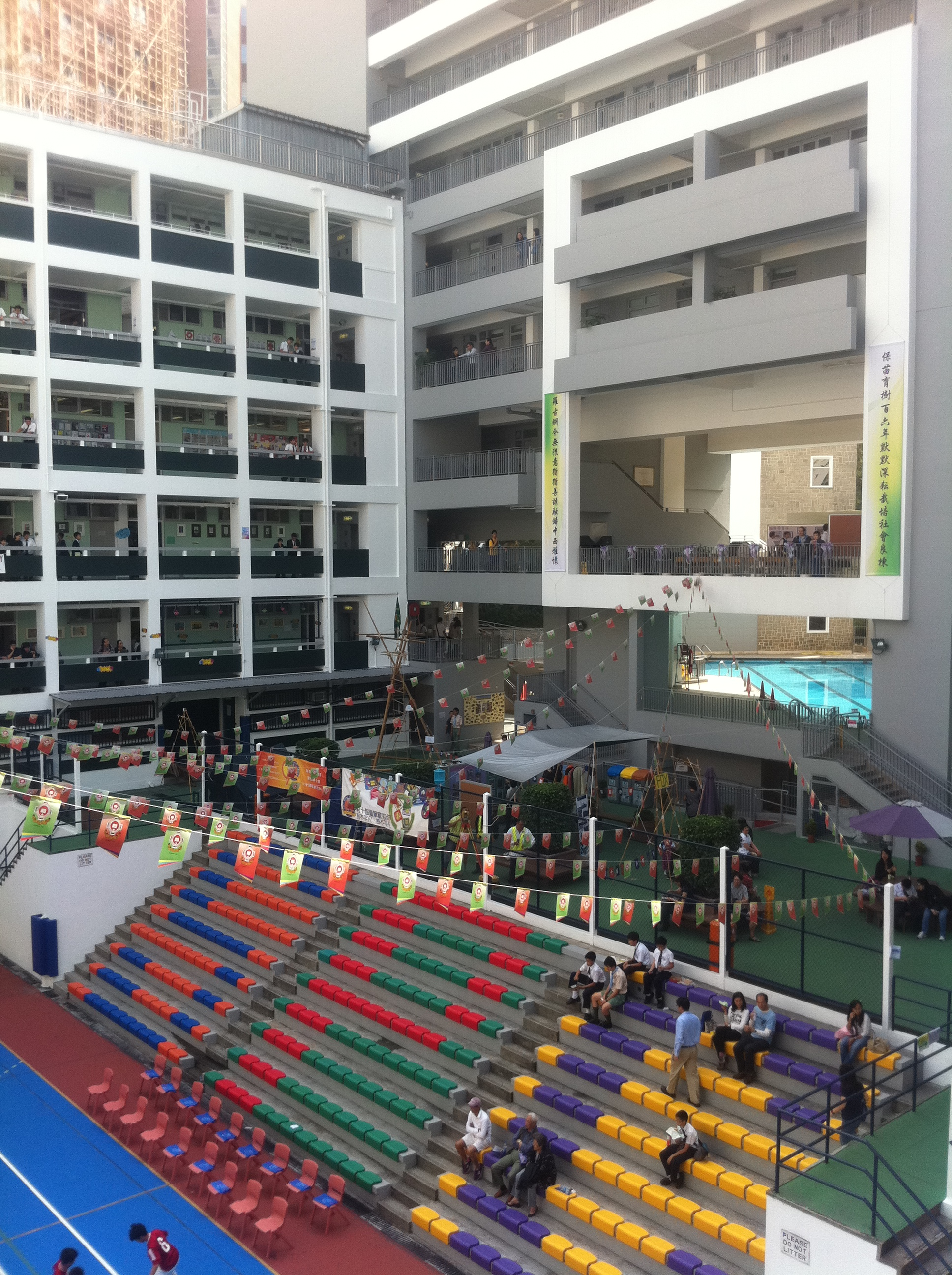
2011年的聖保羅書院庭院

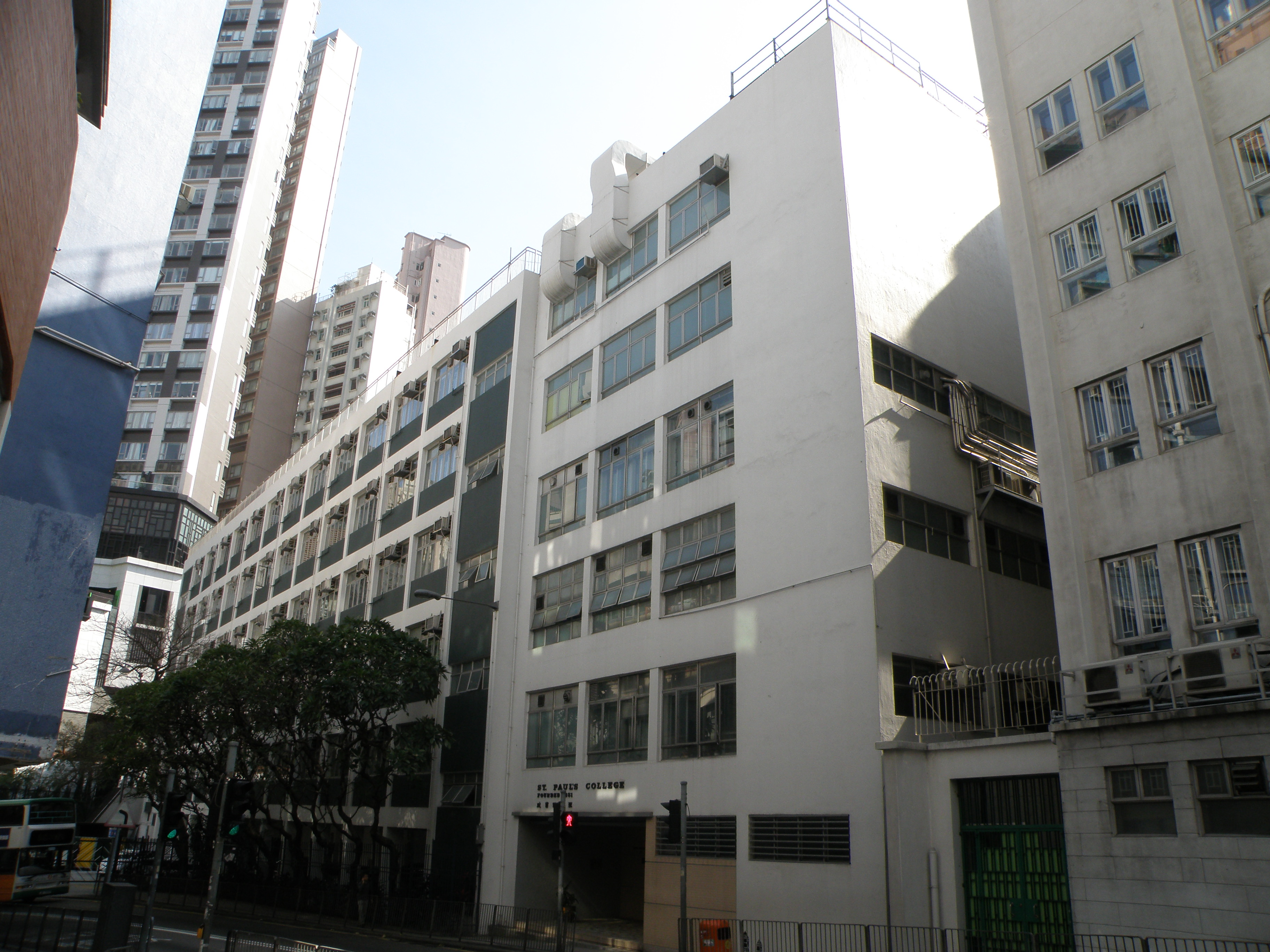
聖保羅書院北面

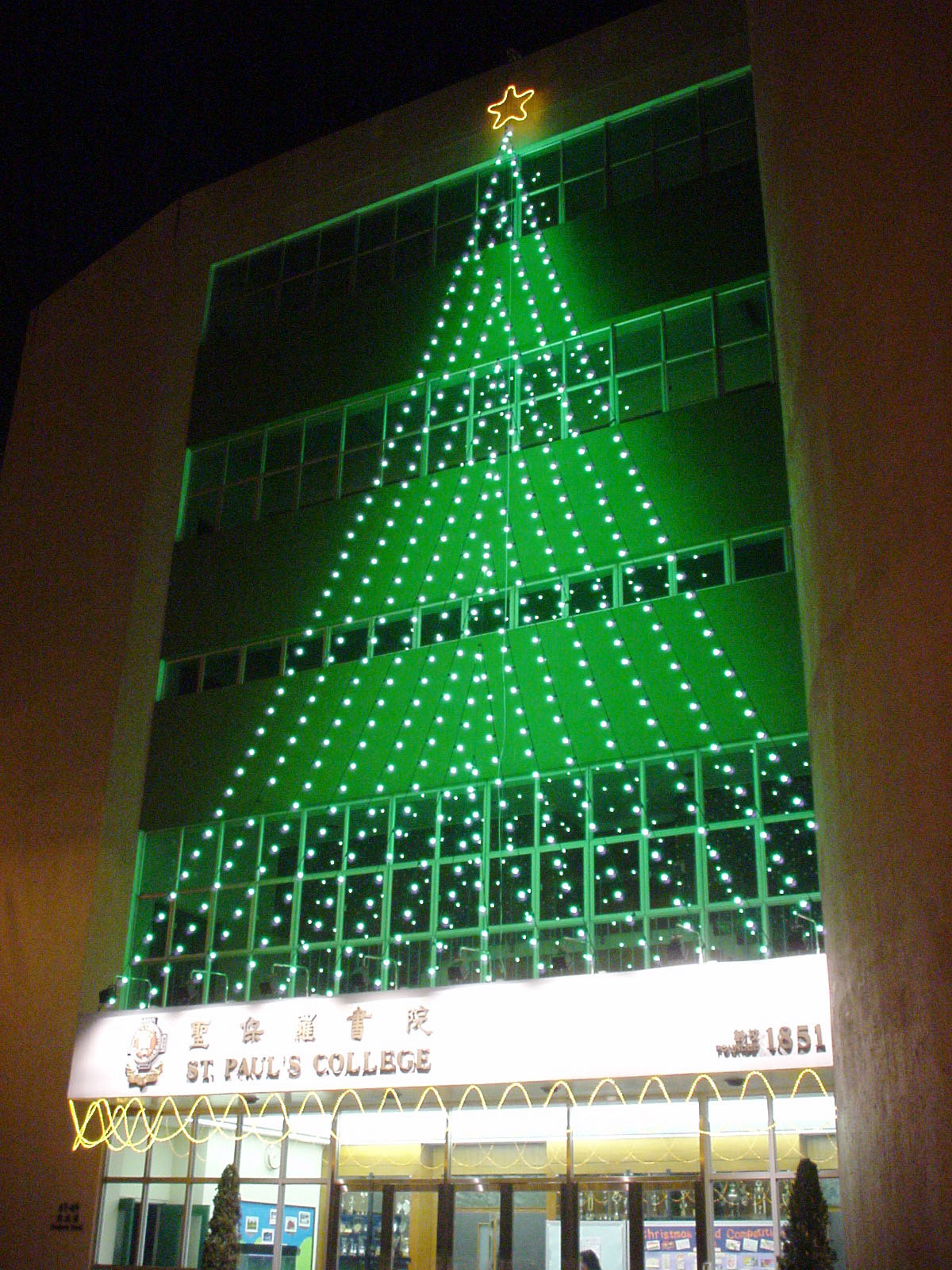
聖保羅書院正門

- 1839年英國海外傳道會 (Church Missionary Society，又名英國聖公會差會或安立甘會) 之史丹頓牧師 (Rev. Vincent John Stanton) 抵達澳門學習中文，同時負責主持澳門基督教聖堂的崇拜。1840年中英鴉片戰爭期間，史丹頓牧師被擄至廣州拘押四個月後獲釋。[9]
- 1841年史丹頓牧師經紐約返回英國，開始為在中國開辦學校籌募款項。
- 1843年史丹頓牧師獲英國聖公會委任為首任香港殖民地牧師（Colonial Chaplain），於同年6月帶同妻子何露絲（Lucy Anne Head）抵港履新。史丹頓牧師除籌建聖約翰座堂（St. John's Cathedral）及參與港府之教育委員會之工作外，同時亦籌建第一間教會學校。會督府（Bishop's House）及校舍之建築工程在1845年展開。
- 1848年英國坎特伯雷大主教核准「聖保羅書院章程」。會督府建築工程竣工。
- 1849年史丹頓牧師在中環政府山（Government Hill）忌連拿利[10]（Glenealy；又稱「鐵崗」）會督府創立學校，開辦時學生9人，Headmaster為佐麻須（James Summers），導師為蒙奇理牧師（Rev. Edward T.R. Moncrieff）。當時校訓為「恭敬天主，愛人如己」。聖保羅書院校名及舊校訓牌匾可見於會督府外石牆上。史丹頓牧師紀念碑石至今仍在中環港中醫院內。

### 1850年代
- 1850年史丹頓牧師因病返英，臨別前把學校轉交予新上任聖公會維多利亞教區首任會督（Bishop of Victoria）及學校首任校長的施美夫主教（Bishop George Smith）。
- 1851年學校正式命名為聖保羅書院(St.Paul's College) 。己連拿利校舍最初期建築物全部竣工，因此，聖保羅書院正式成為香港一所中學。
- 1851年佐麻須返回英國，後曾任倫敦大學國王學院（King's College London）中文教授。
- 1852年校長施美夫主教致函英國坎特伯雷大主教匯報聖保羅書院發展及香港傳道工作概況，信中提及當時有學生33人[11]。翌年，施美夫主教獲港府委任主持教育委員會，負責督導5間政府資助華人學校的發展，聖保羅書院另外兩名導師蒙奇理牧師及奧岱牧師（Rev. M.C. Odell）亦擔任委員。
- 1855年聖保羅書院出版《禱告文全書》（Book of Common Prayer）。
- 1857年蒙奇理牧師在印度遇上（The Indian Mutiny）事件不幸遇害，學校因此停辦數年。

### 1860年代
- 1860年傅蘭雅博士 （Dr. John Fryer）獲施美夫主教之邀擔任Headmaster，其後於1863年赴北京於京師同文館供職。傅蘭雅後赴美，任加州大學柏克萊分校（University of California, Berkeley）首任中國語言與文化教授。
- 1860年施美夫主教夫人（Lady Lydia Smith）與英國遠東女子教育協會（Society for the Promotion of Female Education in the Far East）在香港建立了一所隸屬於聖公會的女子學校「曰字樓女館（Diocesan Native Female Training School），由港督羅便臣爵士夫人（Lady Robinson）擔任贊助人，創校宗旨在於「為本地女性提供基督教育」。學生的未來規劃方面，校方希望將之訓練為英文教師與傳教士，日後則可選擇與聖保羅書院的畢業生成婚。當時香港的聖公會學校聖保羅書院最具規模，但皈依基督教的華籍男生畢業後往往面臨與同族「異教」女性婚配的問題。曰字樓女館的設置，正是希望紓解這個窘況。校董會於般含道購入一塊稻田，建起一座水泥校舍，教學、寄宿及校內一切活動都在這座校舍進行。該校後來輾轉發展為今之拔萃男書院、協恩中學及拔萃女書院。
- 1861年司徒靈芝牧師（Rev. Thomas Stringer）來港傳教，曾代施美夫主教兼理校務。
- 1864年校長施美夫主教退休，柯爾福主教（Bishop Charles Richard Alford）於1867年接任會督及校長。
- 1868年派隊參加香港最早期的校際足球比賽及田徑賽。其後學校曾因經費不足停辦數年。

### 1870年代
- 1872年港督堅尼地爵士（Sir Arthur Kennedy）撤銷英女皇授予維多利亞會督的制誥（Her Majesty's Letters Patent to the Bishop of Victoria），其後香港定例局（即立法局）通過《聖保羅書院條例》（St. Paul's College Ordinance，1875年第7號條例），將聖保羅書院的業權交予坎特伯雷大主教，許其聯合聖保羅書院校長及港府輔政司制定學校的新章程。
- 1874年包爾騰主教（Bishop John Shaw Burdon）接任會督，於1875年復辦聖保羅書院並擔任校長，設立培訓教會神職人員的神學班。同年包爾騰主教獲港府委任主理香港的教育政策。
- 1876年學校回復為英文學校，由A.J. May擔任Headmaster，其時有學生102人。
- 1877年學校和聖若瑟書院合辦了香港開埠以來首場校際運動比賽。

### 1880年代
- 1880年至1890年間，為歐裔學童而設的Hong Kong Public School借用聖保羅書院校舍上課。

### 1890年代
- 1892年學校設立夜學以供有意進修的校友修讀。
- 1898年霍約瑟主教（Bishop Joseph Charles Hoare）接任會督及校長。

### 1900年代
- 1900年學校再次改組為培訓華人神職人員的神學院（Training College of the Church Missionary Society's South China Mission），由Rev. P.A. Bunbury 擔任Sub-Warden-cum-Principal，設有「Preparatory」及「High School」級別。
- 1906年9月18日丙午風災期間，校長霍約瑟主教與四名學生賀道培、鄭容枝、梁芹波、王挺生乘船在青山（今屯門）一帶傳道，不幸在風暴中遇海難逝世。此事件之紀念碑石至今仍置於會督府內。
- 1907年倫義華主教（Bishop Gerald Heath Lander）接任會督及校長。
- 1909年學校慶祝創立60週年（以1849年起計算），港督盧吉爵士（Sir Frederick Lugard）出席慶典。同年，英國海外傳道會取回鐵崗校舍管理權，並對學校運作進行大改組。學校再次回復為英文學校。史超域牧師（Rev. Arthur Dudley Stewart）接任校長。校訓改為「寅畏上主是為智之本」（聖經《箴言》一章七節及九章十節）。至年底，學校共有5名教師及53名學生，翌年學生人數增加一倍。

### 1910年代
- 1911年賴校董曹善允博士及何啟爵士之統籌，校舍擴建經費籌募進展順利。校友伍廷芳博士捐款1萬元予母校興建新建築物，港督盧吉爵士主持奠基典禮，上層為禮拜堂「聖保羅堂」，下層「伍廷芳堂」則用作課室，於1919年落成開幕。伍廷芳夫人（何妙齡女士，何啟爵士之姊）其後再於1930年捐款1萬元以興建新建築物。至1911年底，學校共有300名學生，設有由第一班（Class One，約為今之中六程度）至第八班（Class Eight，約為今之小五程度）各班級。
- 1915年校長史超域牧師之妹嘉芙蓮（Kathleen Stewart）擔任在堅道創立的聖保羅女書院（St. Paul's Girl's College，即今聖保羅男女中學前身）之首任校長。
- 1915年至1930年期間，黃柏松、梁玉堂、田玉安、郭寶根、黎郁達、陳光耀、林玉英、劉九、余永粲、許成耀等10名師生先後代表中國參加7屆遠東運動會(亞運會前身)足球比賽，每屆皆摘冠而回。
- 1916年師生在香港仔開辦義學。
- 1919年學校在上亞厘畢道興建一座3層高、可容納90名教師及學生居住的宿舍，今稱為「前教堂禮賓樓」（又名「馬丁樓」）。同年，寄宿生在校園開辦夜間義學，約100人就讀。及至1925年類似的夜間義學在大坑、中環、油麻地及廣東石岐皆有開辦，總共近1000人入讀。

### 1920年代
- 1920年代初校長史超域牧師受曹善允博士、區澤民及莫幹生之託籌備建立民生書院。
- 1922年教師黃韶本赴劍橋深造後回港並將童軍運動引入學校，獲史伊尹等積極支持。香港第十旅童軍團（10th Hong Kong Troop）成立，以天藍色旅巾為誌，成立之初共有兩個小隊，至1935年擴充為四個小隊。幼童軍團成立於1938年；「羅浮」童軍團（Rover Scout，今譯為「樂行童軍」）成立於1938年，至1950年改組為深資童軍團。
- 1922年田徑隊參加全港校際比賽，包攬總冠軍3年。
- 1923年學校加建一座體育館及三個課室。2年後，擴建小教堂及加建物理實驗室。
- 1927年游泳隊成員代表中國參加上海遠東運動會游泳比賽。

### 1930年代
- 1930年代，排球隊稱霸本港學界，於1938年至1940年連續3屆稱霸香港排球公開賽，並於1948年贏得全國冠軍。
- 1933年校長史超域牧師退休，其弟史伊尹（Evan George Stewart）副校長接任校長。史超域牧師送別會在大會堂舉行，港督貝璐爵士（Sir William Peel）出席並致辭。此時學校共有403名學生就讀。
- 1933年香港第十旅童軍贏得香港童軍步操及露營比賽冠軍，並獲頒「威爾斯太子錦標」（Prince of Wales Banner, 此比賽於1997年後改稱「全港深資童軍錦標賽」）及獲封為「督憲團」（Governor's Troop)。翌年，第十旅旅長侯利華牧師（Rev. Nelson Victor Halvard）獲委任為香港殖民地童軍總監（Colony Scoutmaster）。
- 1937年己連拿利校舍加建一層。

### 1940年代
- 1940年何明華主教（Bishop Ronald Owen Hall）知會校方聖公會打算取回鐵崗一帶土地另作發展，著校方覓地搬遷，惟因涉及多幢由史超域家族及公眾捐款所建之建築物的業權問題，磋商膠著。
- 1941年12月8日，日軍進攻香港，學校停課。史伊尹校長擔任香港義勇軍團（The Hong Kong Volunteer Defence Corps）少校，並率領軍團第三機關槍連在黃泥涌峽及渣甸山一帶與日軍血戰[12]，其後被俘入深水埗集中營。三名教師及九名學生參與香港保衛戰，其中五名學生陣亡。另部份學生在中國內地為盟軍服務。部份香港第十旅童軍包括謝炳奎等加入防空傳訊隊（Air Raid Precaution (ARP) Despatch Corps）協助防務工作[13]。12月25日，港督楊慕琦爵士（Sir Mark Young）宣佈投降，香港全境淪陷。鐵崗校舍在戰亂時遭嚴重破壞，大量財物及文物散失。其後部份師生在內地參加英軍服務團（The British Army Aid Group，BAAG）協助抗戰，逃亡到澳門或在香港進行地下抗敵情報工作。
- 1943年副校長黃韶本於香港淪陷期間進行地下抗敵情報工作，不幸被日軍拘捕，並在赤柱集中營遇害，其墓碑現置於赤柱軍人墳場。
- 1945年抗戰勝利，香港重光。史伊尹校長獲釋，返英療傷。聖保羅書院被聖公會安排與聖保羅女書院合併成「聖保羅中學」，在麥當奴道校舍上課。己連拿利校舍則被聖保羅中學附屬小學用作校舍。3年後再檢討合併安排。原聖保羅書院校友對合併之舉大表不滿，並爭取復校。
- 1947年史伊尹校長傷癒返港，暫任聖保羅中學副校長，另外與聖保羅書院同學會大力向英國聖公會爭取復校。復校之議獲校董曹善允博士及聖保羅女書院首任校長嘉芙蓮之丈夫馬丁法政牧師（Canon E.W.L. Martin）積極支持。
- 1948年史伊尹校長因戰功獲頒傑出服務勳章（DSO）, 其後獲頒OBE勳銜及獲封為皇家香港軍團（義勇軍）榮譽上校。前校長史超域牧師及校友余兆麒將軍先後訪港，並大力支持復校運動。300名校友聯署向英國聖公會請願要求在鐵崗原址復校。

### 1950年代
- 1950年復校紛爭解決。聖公會提出以般含道香港大學對面的原香港大學聖約翰舍堂（St. John's Hall）之用地另加現金補償，以交換鐵崗校舍之業權。另聖公會實行戰前計劃，將聖約翰舍堂及聖士提反舍堂（St. Stephen's Hall）合併並遷往薄扶林道82號現址，以組成今之香港大學聖約翰學院（St. John's College, HKU），並委派聖約翰學院代表參加聖保羅書院之校董會。聖保羅書院遂於1950年在般含道69號現址復校，初期沿用原聖約翰舍堂舊建築物作校舍。復校時共有約280學生及教師在校，其中200人由聖保羅中學轉回。聖保羅中學及後改名「聖保羅男女中學」，仍維持男女生同校制度至今。
- 1951年動工興建黃鳴謙堂，以主要捐款人校友黃焯菴之父命名。另外校長史伊尹上校與校友著名建築師司徒惠籌劃分階段開展其他新校舍建設工程。
- 1953年香港第十旅童軍再次贏得「威爾斯太子錦標」及獲封為「督憲團」。2年後，旅長謝炳奎接任香港童軍維多利亞城區總監，其後於1958年出任首任港島地方（即後來的港島地域）總監。
- 1957年港督柏立基爵士（Sir Robert Black）訪問學校，並主持校舍牌匾揭幕儀式。
- 1957年校長史伊尹上校倡議刊行校刊，校刊《弘道》正式創刊。
- 1958年12月校長史伊尹上校在早會期間暈倒後逝世，及後於校內舉行喪禮，並在聖約翰座堂舉行追思崇拜。史璧琦牧師（Rev. Geoffrey L. Speak）接任校長。同學會在黃鳴謙堂內為故校長史超域牧師立碑紀念，碑石由史超域牧師遺孀揭幕。

### 1960年代
- 1960年增設完整六級制的小學部，校舍設於中學部校舍旁，校友招練俊牧師擔任小學校長。
- 1962年香港立法局通過《聖保羅書院校董會法團條例》（香港法例第1102章）及其附例，確立校董會的具體組成，以聖公會港澳教區會督為校董會主席。英國海外傳道會將聖保羅書院土地業權及行政管轄權轉交校董會持有。同年，校友謝雨川主持新校舍籌募經費運動，獲校友及社會人士支持。建築工程展開。
- 1962年至1968年間，校舍各幢新建築物先後竣工，包括北翼之課室及教員室；西翼之學校禮堂、小教堂、課室及有蓋操場；東翼之實驗室、體育館、圖書館、歷史室及地理室；及小學部大樓。全個校園可容納1380名學生就讀。
- 1963年聖保羅書院學生會成立，是香港首個中學學生會，當時由總學長兼任會長一職。
- 1965年港督戴麟趾爵士（Sir David Trench）訪問學校，並主持「史超域兄弟校舍大樓」揭幕儀式。
- 1966年學長制度改革，學長會（Prefects' Council）成立。初期兼管部份學生福利事務。
- 1967年校長史璧琦牧師辭職，獲政府委託創立英基學校協會並任英童中學 (Island School，今稱港島中學) 創校校長；韋爾思（R.G. Wells）暫代校長一職。同年，羅世傑、陳幼南等四名理科班學生發起舉辦聯校科學展覽（Joint School Science Exhibition，簡稱「聯校科展」JSSE），羅世傑任主席，並獲其他中學廣泛響應，成為每年矚目的大型校際活動。香港六七暴動期間，預科生曾德成因在學校派發由左派工會印製的共產主義及反政府傳單，甚至從校舍高處把傳單拋出般咸道上，遭拘捕並以煽動罪判監禁兩年。
- 1968年校長一職由來自拔萃男書院、其父祖皆為聖保羅書院校友的夏永豪接任。
- 1969年香港紅十字會青年團第三十九團（Cadet Unit 39）成立，是校內第二個制服團體，也紅十字會早期的團隊之一。

### 1970年代
- 開創了吸納心光盲人院暨學校學生的傳統，令視障學生有機會透過升讀英文中學，增加入大學門檻的機會。
- 打破百多年來只有男生就讀的傳統，開始在中六班級接納女生入讀。
- 1970年梁松波接任小學校長。
- 1972年總學長不再兼領學生會會長職務，校方另行委任一名中六級同學擔任學生會會長。
- 1973年學校引進夏令上課時間表。
- 1975年圖書館正式命名為「伍廷芳圖書館」以紀念校友伍廷芳博士。同年開始學社制度（house system）。
- 1977年學生會會長首度由全體同學選舉產生。
- 1979年「聖保羅書院同學會謝雨川泳池」落成啟用。黃鳴謙堂地下之童軍室及學生會室遷走，原址改為供小學生休憩及集隊用之地方。學生會室及學長會室改置於有蓋操場側兩個廂形房間內。

### 1980年代
- 1981年因般咸道及薄扶林道交通日漸頻繁，噪音問題嚴重，校方逐步為全部課室、教員室、實驗室及圖書館安裝雙層隔音窗戶及空調系統。
- 1985年校友關文彬在天津南開大學任教期間在圖書館覓得一本由聖保羅書院於1877年印行的古書《散語四十章》（教授英籍傳教士廣州話的課本），得館方同意將其複本贈予母校。學校其後將一份複本贈予香港大學馮平山圖書館收藏。
- 1989年英國外相賀維夫人（Lady Howe）及港督衛奕信爵士夫人（Lady Wilson）聯袂到訪。

### 1990年代
- 1990年代初，學校禮堂及體育館在校友募捐支持下完成安裝空調計劃。
- 1992年提出參與「直接資助計劃」，當時因為部份立法局議員反對而無法落實。同年，學校成立多個教師隊伍包括擇業輔導、輔導、公民教育、訓導、家校合作等。
- 1993年小學部遷至位於西環山道70號之新校舍，而原有之校舍則改建為教員室、電腦室、多用途教室、美術室、音樂室，和輔導主任及訓導主任辦公室等。黃鳴謙堂原有的音樂室及美術室擴建，地下則改作乒乓球室。小學部改為全日制，並由十二班逐漸擴至十八班。同年，與位於大潭的香港國際學校（Hong Kong International School，HKIS）結為姊妹學校以鼓勵文化交流。
- 1994年學校成立家長教師會（Parent Teacher Association，PTA）。港督彭定康（The Rt. Hon. Chris Patten）受英國友人W.J.West之託將一本由聖保羅書院於1855年出版的古書《禱告文全書》原書自英國送還學校。該書真本現收藏於香港歷史博物館。
- 1995年，港督彭定康伉儷訪問聖保羅書院小學。
- 1995年起，學校推行「環球教室計劃」（Global Classroom），舉辦多種學校假期海外學術考察、語文、音樂或體育交流活動，鼓勵學生接觸各地不同文化開拓視野，至今足跡遍及內地、台灣、韓國、日本、馬來西亞、新加坡、印度、澳洲、紐西蘭、英國、法國、西班牙、德國、意大利、瑞士、奧地利、捷克、希臘、冰島、北歐、南非、津巴布韋等等。
- 1997年港島第十旅童軍慶祝成立75週年，獲香港童軍總會史無前例特許在童軍制服右襟繡上鑽禧旅慶紀念徽章。

### 2000年代
- 2000年，港島第十旅童軍代表隊贏得全港童軍技能比賽總冠軍，獲頒「嘉爾頓錦標」（Carlton Trophy）。
- 2001年，再次決定參與香港教育統籌局推行的「直接資助計劃」，校方表示希望透過該計劃得以使用更先進的設備和科技。小學部校長梁松波退休，由陳陳慕珍接任。年底，聖保羅書院慶祝其150週年校慶，包括在香港會議展覽中心舉行150週年校慶聚餐，筵開150席，逾1500人出席。同學會出版《From Devotion to Plurality: A full history of St. Paul's College 1851-2001》一書以整理及闡述學校150年來的發展歷程。
- 2002年，第一批透過直接資助計劃的中一學生入讀，中一級使用的課室亦在同年起翻新，並隨該批學生升班逐年地翻新其他課室。
- 2003年，開始校舍擴建工程，首先把七樓的天台改建為教員室及電腦室等，並且拆卸前小學部校舍及停用聖保羅書院同學會謝雨川泳池，興建新一幢全新的行政大樓。
- 2005年，同學會開始為預科同學舉辦師友計劃（SPC-SPCAA Mentorship Scheme）。
- 2006年，校長夏永豪於2月28日起卸任聖保羅書院第十任校長，職位由原任澳洲柏斯聖安德魯中學校長的甘納德博士接替，同年9月18日，聖保羅書院為百年前在海難中逝世的故校長霍約瑟主教舉行追思崇拜，霍約瑟主教之孫 Dr. David Hoare 為主禮嘉賓，聖保羅書院南翼擴建工程於2006年尾竣工，在2006年12月15日由香港聖公會鄺廣傑大主教主持該大樓的開幕儀式。以往的行政大樓（Office Block）於同年重新正名為「史超域樓」(Stewart Building)。
- 2007年，學校捐款支持聖公會明華神學院的院舍復修工程。與上海交通大學附屬中學結為姊妹學校以鼓勵文化交流。開展「駐校藝術家計劃」（Artist-in-Residence），邀請著名音樂家駐校數週及舉行音樂技巧訓練工作坊。聖保羅書院同學會謝雨川泳池裝修完成重新開放使用。
- 2008年，黃鳴謙堂內部改建完成，翻新後的黃鳴謙堂現用作多用途空間（地下）、音樂綵排室（一樓）及學校歷史文獻檔案館暨校董會會議室（二樓）。年底，聖保羅書院基金會（St. Paul's College Foundation）正式成立，並於12月舉辦史伊尹上校紀念晚宴，以紀念故校長史伊尹上校逝世50週年，史伊尹上校之子 Col. Robert Michael Stewart 為主禮嘉賓。學校開始在中國大陸開展社區服務計劃（Community Awareness Project），鼓勵學生參與義務工作服務社會及幫助弱勢社群，此計劃後曾在菲律賓、哈爾濱、洛陽等地推行。
- 2009年，聖公會宣佈斥資8億元保育中環建築群，當中會督府、聖保羅堂、廣傑樓及前教堂禮賓樓四幢與聖保羅書院有深厚淵源的歷史建築將予以保留及復修，學校亦開展「教師探訪計劃」（Teacher-Visits Programme），學校亦按照政府三三四高中教育改革開始在中四級推行新高中課程。

### 2010年代
- 2010年，年度最後早會（Last assembly）後[14]，學校般咸道正門及禮堂進行大規模維修翻新工程，例如把禮堂台階增高、整理影音設備和改建禮堂上層樓座等。禮堂翻新工程於10月中完成，輒於10月22日首次使用，舉行歡送美國三一寶鈴書院來訪交流師生的特別早會。
- 2011年，學校慶祝160週年校慶，福音合唱團及同學會合唱團代表在英國倫敦聖保羅座堂獻唱，乃歷來首間獲邀在該教堂獻唱之香港學校合唱團。
- 2012年，港島第十旅童軍代表隊贏得全港童軍技能比賽總冠軍，獲頒「嘉爾頓錦標」（Carlton Trophy），當年高考制度亦告終，最後一批中七學生畢業，這亦標誌最後一批女學生畢業，改轅易轍，男校女生的場景不再出現在聖保羅書院。
- 2013年，聖保羅書院小學遷往位於薄扶林域多利道及薄扶林道交界處之新校舍，正式撤離沿用20載的山道舊校舍。繼駐校音樂家計劃後，校方開展「駐校學者計劃」（Academic-in-Residence），邀請著名學者駐校數週教學及舉行講座，來自劍橋大學岡維爾與凱斯學院（Gonville & Caius College）的博士研究生（Dr Ciccarelli）和物理科教師交流。
- 2014年，校長甘納德博士離任，到波蘭華沙英籍學校 (Warsaw British School) 擔任校長，校董會感謝甘納德校長的貢獻，聖保羅變得更加國際化，加強學校大規模翻新工程。原任助理副校長的源迪恩先生署任校長。
- 2015年，聖保羅書院校董會宣布教育局已經接納署理校長源迪恩的委任擔任校長，源迪恩先生正式成為聖保羅書院第十二任校長。
- 2016年，學校慶祝165週年校慶。學校於香港會議展覽中心舉行165週年校慶聚餐。小學部校長陳陳慕珍女士退休，卸任後擔任小學部顧問。聖保羅書院小學為陳陳慕珍舉行退休晚宴，原任中學部副校長的麥志豪先生擔任小學部第四任校長。聖保羅書院在同年11月黃鳴謙堂的歷史館開幕，伍廷芳博士的青銅像亦安裝在伍廷芳圖書館中。
- 2017年，聖保羅書院開始開辦英國國際高等程度會考課程（GCE International A－level），除了中文和英文科外，將集中在數理科目為主，例如生物、化學、物理、數學和進階數學（Further Maths）等，另外也有音樂、體育和藝術科等科目。
- 2018年，聖保羅書院開始進行校舍翻新工程目標籌集3.8億元，分四階段進行大型擴建工程。首階段主要是進行課室擴建，2018年4月已動工，課室由約40平方米擴至60平方米，斥資達九千萬元。其後3個階段會先後擴建學校正門同泳池、音樂室同活動室、體育室同運動場，預計會在2023年完成擴建工程。
- 2019年，聖保羅書院自2012年香港中學文憑考試開考以來，首次誕生文憑試超級狀元。

### 2020年代
- 2020年，因2019冠状病毒病疫情全球肆虐，聖保羅書院暫停所有學生和教職員國際交流團，首批英國國際高等程度會考課程學生（GCE International A-level）亦在同年畢業。
- 2022年，香港童軍總會港島第10旅慶祝100週年，於2022年9月3日至4日於學校舉行百週年慶祝活動開展禮暨百週年童軍嘉年華「未來的童軍」，參加人數超過2500人。
- 2023年，聖保羅書院亦與南方科技大學附屬中學結為姐妹學校，擴大學校網絡，加深兩地文化交流，共同提升科技創新教育質素，亦讓同學實踐人文精神。同年，香港童軍總會港島第10旅於2023年4月15日假香港童軍總會胡應湘堂舉行港島第十旅百周年旅慶晚宴。
- 2024年，因繼新冠疫情緩和，本港全面復常後，聖保羅書院復辦「環球教室」計劃 (Global Classroom Programme)，教學團隊針對學生的學習需要設計校本交流團，與多間學校成為合作夥伴，為學生提供內地和海外交流機會，開拓國際視野。

## 校舍

### 己連拿利舊校舍

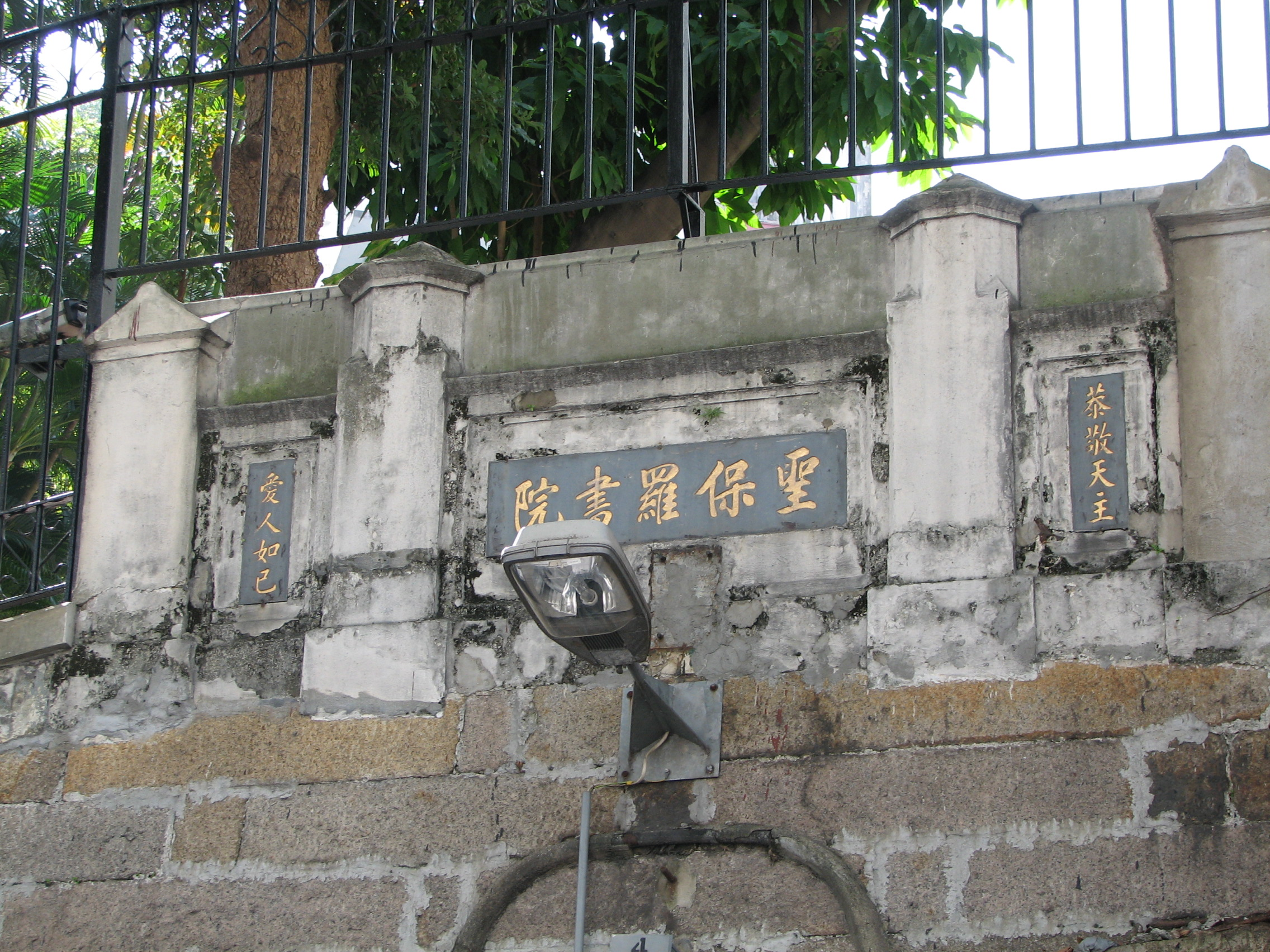
舊校舍外的舊校訓

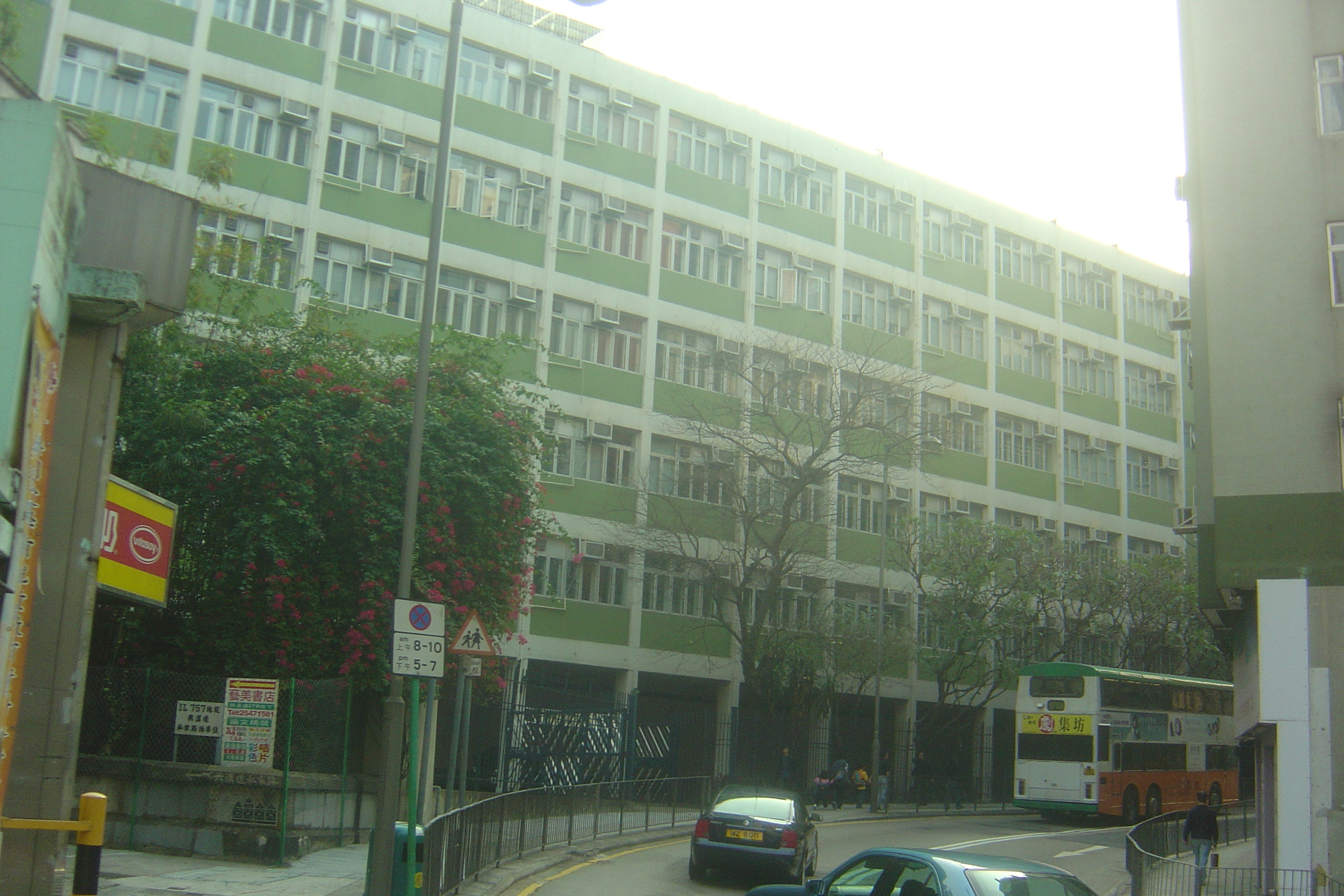
北翼課室大樓外觀

第二次世界大戰前，聖保羅書院的校舍位於中環鐵崗（即今己連拿利，門牌地址為下亞厘畢道1號），即現時香港聖公會會督府所在地。當年聖公會主教會兼任書院校監一職，因此部份校舍乃主教之住所。現時該處外牆仍留有當年所刻的聖保羅書院校名及舊校訓「恭敬天主，愛人如己」。另於隔鄰的港中醫院地面置有創辦人史丹頓牧師紀念碑。
二次大戰時，聖保羅書院己連拿利校舍遭嚴重破壞，戰後又被聖公會安排與聖保羅女書院合併成為聖保羅男女中學。其後，聖保羅書院於1950年復校，以位於般咸道的原香港大學聖約翰舍堂（St. John's College）、飛利女校前校舍的舊建築物為校舍，並逐步建設新校舍。
2009年，聖公會宣佈斥資8億元保育中環建築群，當中下列四幢與聖保羅書院有深厚淵源的歷史建築將予以保留及復修：
- 會督府：建於1848年，現為一級歷史建築。建築以花崗岩築成屋基，兩層樓高，單邊後方有三層樓高碉堡式八角塔樓，屬刁陀復興式風格。原為主教居所及聖保羅書院最早期的校舍。擬保留作香港聖公會大主教辦事處，內設博物館，拆除近年新設的窗口式冷氣機及樓梯，並為傷殘人士加設設施。
- 聖保羅堂：建於1911年，擬議為一級歷史建築，屬哥德式風格。頂部建有尖長的塔樓，為中環早期為華人而設的基督教會。當時上層為禮拜堂，下層「伍廷芳堂」用作聖保羅書院課室。二戰時，教堂被徵用作日軍憲兵訓練學校。翻新後將全面對外開放。
- 廣傑樓：建於1851年，擬議為三級歷史建築。原為聖保羅書院南翼，是書院最早期的校舍。其後曾用作基恩小學校舍及聖公會刊物辦事處。2007年復修，供明華神學院學生上課及住宿，並命名為「廣傑樓」以表揚鄺廣傑大主教。擬保留作聖公會辦公室和綜合活動中心。
- 前教堂禮賓樓 （馬丁樓）：建於1919年，擬議為一級歷史建築。樓高三層，又名馬丁樓，原為聖保羅書院宿舍，後來為多位傳教士居所。著名歐亞混血女作家韓素音曾居於此。日佔時期，是許多來自中立國的基督徒避難之所。近年新設的窗口式冷氣機及鋁窗將予拆除。

### 般咸道校舍
現時使用中的課室、禮堂（「莫幹生紀念堂」）、操場、圖書館及已拆卸的前小學部大樓於1962至1968年間分階段建成，「史超域兄弟校舍大樓」的揭幕儀式在1965年由港督戴麟趾爵士主持。這是一棟由多部分組成的建築物，八層高，設有36間課室。除此以外，主校舍亦設有1個圖書館（「伍廷芳圖書館」）、1個有蓋操場、1個室內體育館、2間化學實驗室、2間生物實驗室、2間物理實驗室、2間英文室、2間音樂室、1間可持續發展中心、1間多媒體學習中心、2間電腦室、1間地理室、1間歷史室、2間美術室、4間多用途室、1個禮堂、1間小教堂、4間教員室和2間會議室。2個戶外操場則由主校舍及新校舍包圍。
小學部於1993年遷往山道新址後，原有之校舍改建為教員室、電腦室、多用途教室、美術室、音樂室，和輔導主任及訓導主任辦公室等。黃鳴謙堂原有的音樂室及美術室擴建，地下則改作乒乓球室。
黃鳴謙堂於1953年建成，以主要捐款人校友黃焯菴之父命名，為現校舍現存的最舊建築物，樓高三層，曾經用作乒乓球場（地下）、美術室（一樓）及音樂室（二樓）。聖保羅書院同學會謝雨川泳池則於1979年在黃鳴謙堂側建成。此戶外泳池長25米，水深最深為1.65米。黃鳴謙堂於2007年進行翻新工程，並於翌年竣工。翻新後的黃鳴謙堂現用作多用途空間（地下）、音樂綵排室（一樓）及學校歷史文獻檔案館暨校董會會議室（二樓）。
學校於2003年開始進行擴建工程，將前小學部大樓部分拆卸，並在該處及泳池上方興建一座新行政大樓。新建大樓內主要設施包括校務處、校長室、教員室、美術室及音樂室等。行政大樓已在2006年10月啟用，泳池亦於2007年重開。
現時，學校正進行擴建工程。中五班房已於2018年10月竣工，並由校長源迪恩舉行入伙儀式。

### 小學部山道舊校舍

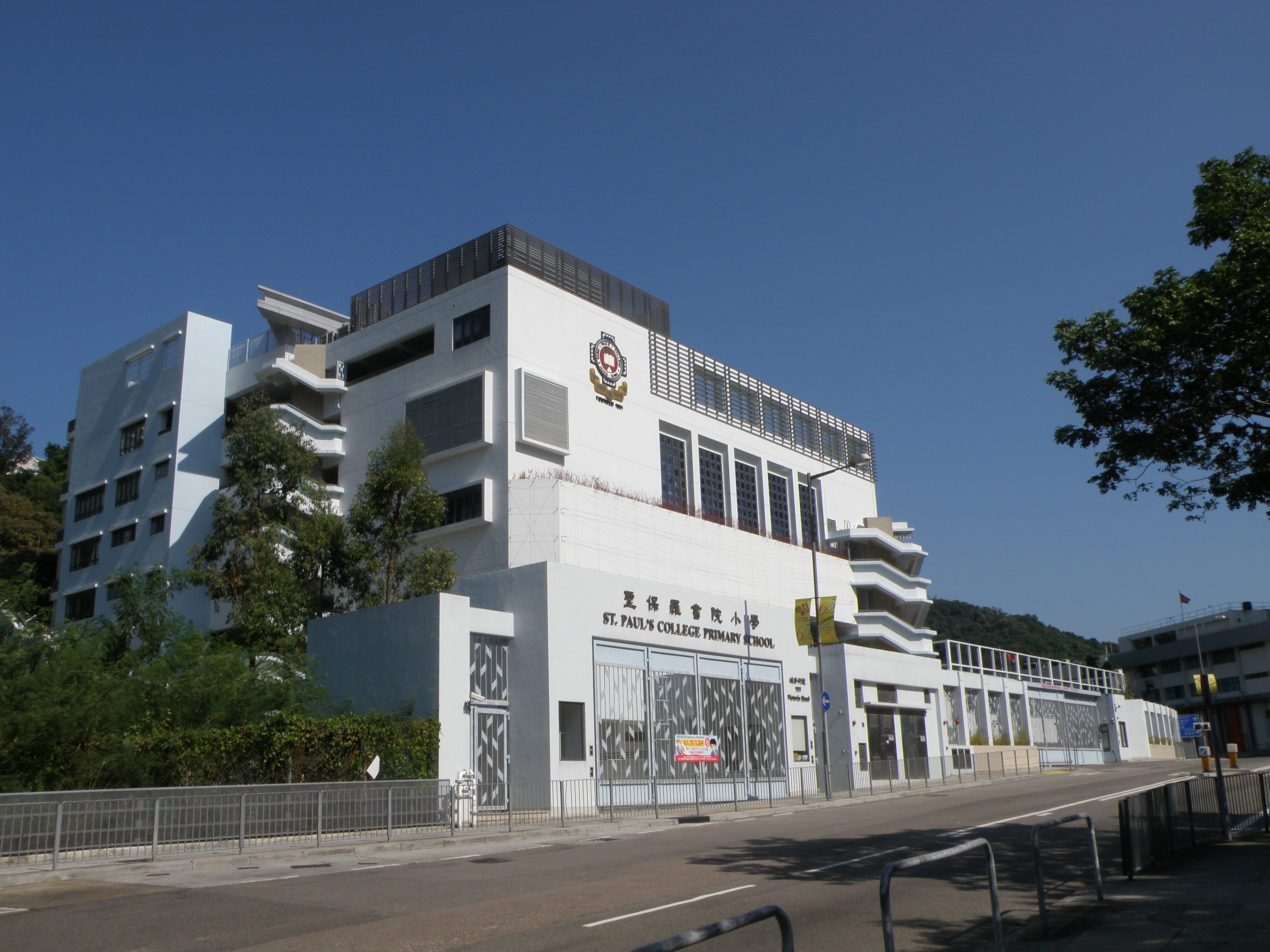
聖保羅書院小學位於域多利道的新校舍

小學部於1993年遷至位於西環山道70號的校舍。該處早年為山道官立小學的校舍，筲箕灣官立工業中學亦曾借用作臨時校舍，山道官小在1977年停辦後由佛教慈航中學使用，慈航中學遷往大埔後於1991年曾輾轉作為樂善堂梁銶琚書院之臨時校舍，後再交由聖保羅書院小學使用。
山道校舍除18個課室外，還有禮堂、會議室、音樂室、電腦室、圖書館、多用途活動室、英語室、輔導室、救護室、視覺藝術及科學室、小教堂、操場及小食部等。
小學部於2013年搬遷後，校舍成為聖公會聖彼得小學一部份。

### 小學部域多利道新校舍
小學部於2013年起遷往位於薄扶林域多利道777號，即薄扶林道交界處旁附近之新址，為一座後千禧校舍。該校舍原先由同系的聖公會聖彼得小學投得，以用作分拆上或下午校；然而，由於學生數目減少，建校用地最後改由聖保羅書院小學使用，並由原訂30班改為24班設計。

## 社制
社制始於1975年，目的在於促進師生之間的溝通和建立群體意識。
校內設有六個社：
| 社               | 顏色 |
| ---------------- | ---- |
| Banyan（榕）     | 藍色 |
| Ginkgo（銀杏）   | 綠色 |
| Oak（橡）        | 橙色 |
| Pine（松）       | 紫色 |
| Rosewood（紫檀） | 紅色 |
| Yew（紫杉）      | 黃色 |

每個社的顏色來源自該社英文名第一個字母的相應同字頭顏色，而且每個社英文名的首個字母皆為其代碼。
每個社的社員來自不同班級，每個社都由一位老師社長（／）領導，由學生社長（House Captain）負責管理。每個社都會在學年開始及結束時召開社員大會，此外在重要比賽 (例如運動會和水運會) 前亦會召開，所有屬於該社的學生都必需出席。社員可自行購買社章並配戴於校服上。
學校經常舉辦社制比賽，大部份比賽均在體育方面，惟學術方面的社制比賽則較少有。而每年舉辦的運動會和水運會的比賽打多是以社際形式進行，甚少以班際形式進行。

## 教授語言及課程
大部分科目均主要使用英文教授，而中國語文、中國歷史則用粵語教授，普通話課則用普通話教授。自2005-06學年起，校方試行在中二及中三級推行以普通話教授中文科。在2008-09學年起，更增加至中二及中三級每級有兩班「普通話班」。至2011-12學年，中二級及中三級的「普通話班」更增至三班。在2012-13學年，有中二乙、中二丁、中二己、中三乙、中三丁和中三己為普通話班。因公開試中國語文科設說話考核，宜以廣州話應試，故中四級以上回復粵語上課。
校方鼓勵學生報名應考由英國劍橋大學考試局舉辦的國際中學會考課程（IGCSE），在中五先接受公開試挑戰，老師為參與學生補課備戰。新高中學生可自行決定是否報讀應考，學校推出該課程是因為男孩子往往缺乏明確的目標，學生踏入新高中3年後才面對公開考試或會迷失。面對中學文憑試前，學生可先來個挑戰，又可為將來負笈海外作好準備。

## 香港中學會考及香港中學文憑考試狀元
在歷屆香港中學會考及香港中學文憑考試，聖保羅書院是產生最多會考「10A狀元」及文憑試「7科5**狀元」（在甲類科目中至少3個選修科及4個核心科獲得5**成績）的學校之一。截至2024年，共有3位，其中2位會考「10A狀元」及1位文憑試「7科5**狀元」，排名全港第17。

### 香港中學會考狀元
- 1984年：9A狀元：李國東，於香港大學修讀內外全科醫學士 [20][21]
- 1999年：10A狀元：陳偉強，於香港大學修讀內外全科醫學士 [22][23]
- 2001年：10A狀元：蔡正義 [24]

### 香港中學文憑考試狀元
- 2019年：8個5** 超級狀元：黃瀚賢，於香港大學修讀工商管理學學士（法學）及法學士（雙學位課程） [25]

## 聖保羅書院學生會

聖保羅書院學生會標誌

聖保羅書院學生會於1963年由一班中六學生創立（當中包括曾任立法會主席的曾鈺成），是香港最早成立學生會的中學。早年學生會會長由總學長兼任，或由校方委任中六級學生擔任，由1977年起每年皆以全體學生投票選舉產生。候選內閣須推出參選政綱、公開拉票及出席全體學生答問大會以爭取同學投票支持。而考慮到高年級的學生比較成熟，而對學校事務亦認識較多，因此學生投票佔的比重將按年級增加。當中，中五至中六同學的選票作兩票計，中三至中四的選票作一點五票，而中一至中二學生的選票作一票計。如只有一個候選人，在沒有對手競爭的情況下，候選人毋需經過任何選舉程序便可自動當選。
在2010年之前，學生會會長候選人均為舊學制下預定於中七畢業的中六級學生。配合三三四高中教育改革，新學制下的中六學生將需應付公開試。因此，自2010-2011年度起校方容許中五級學生競選學生會會長一職。
學生會辦事處（S.A. Room）位於學校二樓有蓋籃球場學長會側。
學生會每年都會舉辦為期兩星期的「學生雙週」（Students' Festival），其中舉辦各種各樣的比賽及表演，甚至會有一些特別的項目，例如足球評述比賽。學生會也在其辦事處售賣午膳飯盒、「西瓜波」（紅白相間的塑膠足球）、文具、「白飯魚」(白色帆布運動鞋)、呔夾、雨傘和毽子，並在辦事處提供籃球租用服務。此外每年學期初學生會亦會舉辦由學校步行上山頂的步行籌款（Sponsored Walk）以籌募經費。
學生會執行委員會（Executive Council）是學生會的決策機關，負責統領轄下七個分屬委員會：
- 附屬學會委員會（Affiliated Clubs Committee）負責協助所有學會解決財政上的問題，以及管理每年的學會註冊事項。
- 核數委員會（Audit Committee）負責監督學生會的收入和支出。
- 活動委員會（Programming Committee）負責籌劃學生會的活動。
- 宣傳事務委員會（Promotion Committee）負責所有學生會宣傳工作。
- 公共關係委員會（Public Relations Committee）負責聯繫校外團體和其它學校。
- 褔利委員會（Welfare Committee）負責向學生提供福利服務。
- 人力資源委員會（Human Resources Committee）負責學生會辦事處及所有活動的當值安排。

負責出版校刊《弘道》和校報《文苑》的學生出版社（Student Publications Council）名義上曾由學生會統屬，但其擁有財政及行政自治權，學生會亦從不過問其運作。據2010-2011年度學生會年度報告，該社已從學生會之體制（Organisational Chart）中被剔除。
2010-2011年度學生會首度設立官方網頁（www.spc.edu.hk/sa （页面存档备份，存于）），為同學提供最新資訊，於2010年12月21日正式啟用。

## 學生組織及活動
學校每年均會派隊參加中學聯校科學展覽（Joint School Science Exhibition，簡稱「聯校科展」，JSSE）。該展覽係由該校舊生於在學期間創辦，聯校科展隊伍歷年來多次勇奪全場總冠軍及其他多項殊榮。
在音樂方面，學校擁有多個合唱團、管弦樂團及中樂團。學校多年來積極參與香港學校音樂及朗誦協會學校音樂節多項個人及團體比賽，在前任音樂主任吳東牧師及符潤光先生的指導下，歷年來所獲獎項不計其數。2007年起，學校開展「駐校藝術家計劃」（Artist-in-Residence），邀請著名音樂家駐校數週，期間舉行音樂技巧訓練工作坊指導同學。
運動方面，聖保羅書院亦擁有各類運動校隊，包括田徑、游泳、足球、籃球、羽毛球及乒乓球等，多年來參加各項校際比賽亦屢獲殊榮，其中更有學生代表香港或中國出席國際級比賽。
學校目前擁有三個制服團體，分別為童軍，紅十字會和升旗隊。香港童軍總會港島第10旅 （页面存档备份，存于） 成立於1922年，香港紅十字會青年團第39團 成立於1969年，而香港升旗隊總會S216分隊則成立於2022年。
此外，學生會屬下亦設有各類學會，由附屬學會委員會統籌。學生可自由選擇參加任何學會，亦可在老師的指導下籌辦學會，以培養該校學生對各方面的知識和興趣。　 　 　 　 
　 
| - Calligraphy Club 書法學會 - Chinese Debate Club 中文辯論學會 - Chinese History Society 中史學會 - Chinese Society 中文學會 - Current Affairs Society 時事學會 - Debate & Speech Training Club 辯論及朗誦訓練學會 - English Society 英文學會 - Geography Society 地理學會 - History Society 歷史學會 - Philosophy Club 哲學學會 （页面存档备份，存于） - Putonghua Society 普通話學會 （页面存档备份，存于） | - Archery Club 射箭學會 - Badminton Club 羽毛球學會 - Basketball Club 籃球學會 - Bowling Club 保齡球學會 - Darts Club 飛鏢學會 - Football Club 足球學會 - Hockey Club 曲棍球學會 - Judo Club 柔道學會 - Table-tennis Club 乒乓球學會 - Tennis Club 網球學會 （页面存档备份，存于） - Water Sports Club 水上運動學會                                                       | - Aviation Club 航空學會 （页面存档备份，存于） - Animation Club 動漫學會 - AR/VR Club - Bridge Club 橋牌學會 - Chess Club 棋藝學會 - Drama Club 戲劇學會 - Green Club 環保學會 （页面存档备份，存于） - Magic Club 魔術學會 - Military Club 軍事學會 - Photography Club 攝影學會 - Ramblers' Club 遠足學會 - Rubik 's Cube Club 扭計骰學會 - Tea Club 茶藝學會 - Transport Club 交通學會 （页面存档备份，存于） - 聖保羅書院藝術學會 （页面存档备份，存于） - Memes Club - Scuba Diving Club |
| - Astronomy Club 天文學會 - Biology Society 生物學會 - Chemistry Society 化學學會 - Computer Society 電腦學會 - Mathematics Society 數學學會 - Physics Society 物理學會 | - Digital Music Club 數碼音樂學會 - Popular Music Club 流行音樂學會 - School Orchestra 管弦樂團 - Chinese Orchestra 中樂團 - Senior Choir 高級合唱團 - Intermediate Choir 中級合唱團 （页面存档备份，存于） - Junior Choir 童聲合唱團（前稱Treble Choir） - Chapel Choir 福音合唱團 - Stage Management Team - Pianist Team - Hip Hop Club 嘻哈學會 （页面存档备份，存于） | - Careers Club 升學及就業輔導學會 - Guidance Club 輔導學會 - Christian Union 基督教團 - Prefects’ Council 領袖生團隊 - Library Club 圖書館學會 （页面存档备份，存于） - Youth Red Cross 紅十字會 Hong Kong Red Cross Youth Unit 39 香港紅十字會青年團第三十九團 |

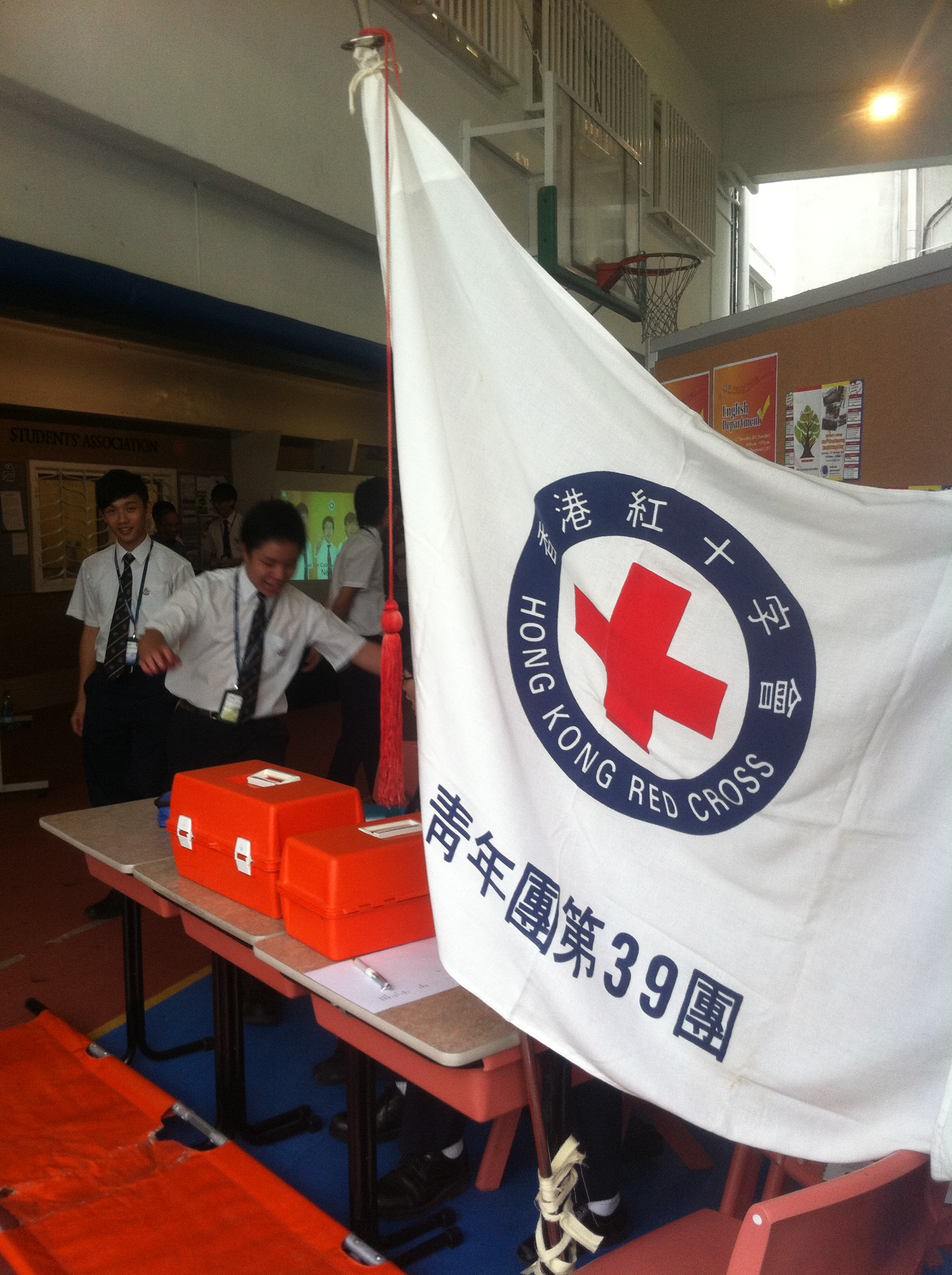
香港紅十字會青年團第三十九團

### 環球教室計劃
自1995年起，學校推行「環球教室計劃」(Global Classroom)，每年於學校假期舉辦多種海外學術考察、語文、音樂或體育交流活動，鼓勵學生接觸各地不同文化開拓視野，至今足跡遍及中國大陸、台灣、韓國、日本、馬來西亞、新加坡、印度、澳洲、紐西蘭、美國、加拿大、英國、法國、西班牙、德國、意大利、瑞士、奧地利、捷克、希臘、冰島、北歐、匈牙利、塞爾維亞、南非、津巴布韋等等。
2008年起，學校在內地開展社區服務計劃（Community Awareness Project），鼓勵學生參與義務工作服務社會及幫助弱勢社群，至今此計劃曾在哈爾濱及洛陽等地推行。
學校傳統上每五年舉辦一次大型校慶紀念活動（例如在2001年慶祝150週年校慶）。活動包括開放日及展覽、嘉年華會、音樂會、同學會聚餐等等，通常在校慶年的十月至十二月期間舉行。學校預計於2021年下半年慶祝170週年校慶。

## 出版刊物
校刊《弘道》及校報《文苑》皆由學生出版社（Student Publications Council）負責編輯工作，校刊及校報每年各出版一次。學生出版社名義上為學生會的從屬機構，惟其編採、財政等各方面皆獨立於後者。
《弘道》及《文苑》皆曾在香港的學校刊物公開比賽中獲獎，例如《弘道》曾於80年代贏得由《南華早報》舉辦的校刊比賽冠軍。

### 《弘道》（Wayfarer）
《弘道》（Wayfarer）是聖保羅書院的校刊，由故校長史伊尹上校倡議於1958年首次出版。其後停刊了數年，至1963年復刊並每年出版。初期《弘道》編輯工作多由學校老師負責，其後改由學生出版社的同學負責，老師則擔任顧問。
校刊的主要內容包括校務報告、大事錄、各班級及團體照片、各學生組織報告、專題、教職員及舊生專訪、遊學團匯報、「文苑」（學生優秀文選，與同名校報並無關係）、藝廊（展示學生藝術作品）等等。
中文名稱「弘道」取中華民族先哲孔子「人能弘道，非道弘人」（出自《論語·衛靈公》）之意，勉勵學生弘揚仁道，同時象徵聖保羅書院之艱巨任務；英文名稱「Wayfarer」則指徒步的旅行者，象徵排除萬難以達到理想，希望每位學生都能擁有「Wayfarer」的胸襟。
第一至四十四期內頁皆為黑白印刷，直至第四十五期（2006-2007，155周年校慶號）才開始內頁彩色印刷。新一期《弘道》每年於畢業典禮當日（約在12月）正式出版。
2011-2012年度，學生出版社出版第五十期金禧號（同時為160周年校慶號）。

### 《文苑》（Scope）
校報中文版《文苑》及英文版Scope每年出版一次，頁數大約為十六頁，同期刊行，由學生出版社負責編輯。

### 《Paulines' 保羅連綫》
《Paulines'》為聖保羅書院學生會之會訊，曾於該會1963年創會時發行，後來停刊。直到2009-10學年，當屆學生會從創會校友曾鈺成的訪問中得知當年曾出版《Paulines'》後，方透過學生出版社副刊。當時學生會未為《Paulines'》定訂中文名稱，但因相信同學會更樂於翻閱，故此以全中文內容發行，內容一般介紹學生會的活動和展望等。
《Paulines'》復刊起改為全彩印刷，第一期以「A5三摺式單張」形式印行, 並於2010年1月出版，派發予全校學生。而第二期就於2010年4月出版，並改以A5八頁雜誌式印刷。雖然會訊《Paulines'》由學生會獨立刊行，但由於2009-2010年度的學生出版社社長身兼學生會內閣成員，故此重刊後的首兩期委託學生出版社編撰與出版。
至2010-11學年，新上任的學生會內閣並未有出版《Paulines'》，再度停刊。不過，2011-12學年的內閣又重新出版《Paulines'》，並將中文名稱定為《保羅連綫》。2011-12之《Paulines' 保羅連綫》採用A5八頁雜誌式彩色印刷，內容除學生會動向外，亦有人物專訪、校史專欄、學校動態等內容。

## 聖保羅書院同學會
聖保羅書院同學會於1920年代成立，成立早期的功用並不顯著，而且沒有正式名稱。據文獻所載，1930年百多名校友曾與校方在西環某茶樓聚會商議成立「Old Pauline Union」，其後同學會在廣州及上海等地亦成立了支部以聯絡校友。在香港淪陷期間，部份暫居澳門之校友亦有舉行聚會。及至1950年復校成功，同學會名稱正式定為「聖保羅書院同學會」（St. Paul's College Alumni Association，SPCAA）。隨著年代發展，同學會的角色亦有所改變，除了擔當校友之間連繫的重任外，同學會亦不斷維持與學校的聯繫，在聖保羅書院校董會內有4名校友代表，共同商議學校事務。
同學會多年來積極支持母校的建設，曾多次發起捐款運動。戰後復校運動曾得眾多校友各方奔走支持。鐵崗舊校舍的伍廷芳堂及聖保羅堂、般咸道校舍的黃鳴謙堂、莫幹生紀念堂（即學校禮堂）、圖書館、謝雨川游泳池、學校禮堂空調工程等等皆獲校友大力捐款支持。另外1950年代及2000年代的新校舍拓展工程分別由校友中的著名建築師（司徒惠、劉秀成等）協助設計及提供專業意見。
同學會及眾多校友亦有捐款為學校設立多個獎學金及獎項，以獎勵學術成績或其他方面有優異表現的同學，另外，同學會在150周年校慶出版《From Devotion to Plurality: A full history of St. Paul's College 1851-2001》一書，以整理及闡述學校150年來的發展歷程。
自2005年開始，同學會為預科同學（新學制實施後改為提供予中五學生）舉辦師友計劃（SPC-SPCAA Mentorship Scheme），安排城中名人校友與同學組成小組，參與不同活動，以擴闊同學之社會視野，並增進不同年代畢業的聖保羅同學校友的聯繫。

## 家長教師會
聖保羅書院家長教師會（St. Paul's College Parent Teacher Association，簡稱PTA）於1994年成立，宗旨為促進學校及學生家庭的關係。曾經舉辦的活動包括書展、講座及參觀報社等，而且每年家長方面都會派出代表隊參加學校舉辦的週年陸運會接力賽。家長教師會每年舉辦一次週年大會，以選出該年度的主席和幹事。
第二十九屆及第三十屆家教會主席均是 楊文達先生（Mr. Philip Yeung), 他也聖保羅書院的畢業生, 分別在聖保羅書院小學、聖保羅書院中學及預科, 完成整個十三年的學業.

## 聖保羅書院基金會
聖保羅書院基金會（St. Paul's College Foundation Ltd.）於2008年成立，旨在為學校在政府資助及學費以外籌募款項，以支持多項為學生提供一流學習環境的計劃。基金會支持的項目包括學生獎學金、推動校園電子化學習、在黃鳴謙堂設立學校歷史文獻檔案館等等。此外，基金會亦在小學部遷往薄扶林新址的經費籌募運動上擔當重要角色。

## 香港傑出學生選舉
截至2024年（第39屆），在香港傑出學生選舉共出產1名香港傑出學生。
香港傑出學生名單：
- 劉峻承

## 聯繫學校
近年聖保羅積極與世界各地的學校建立聯繫；上一任校長甘納德博士就任時表示，希望將聖保羅書院國際化，變為「亞洲、國際知名的學習社群（learning community）」，承諾與學生、教師和家長加強溝通，緊密合作，為學生安排各式交流機會，並推動資訊科技發展。
此外，聖保羅書院是國際男校聯盟會員學校之一。國際男校聯盟 （页面存档备份，存于）（International Boys' Schools Coalition）是一家非牟利聯盟，成員來自世界各地的男校，例如英國溫莎的伊頓公學等，國際男校聯盟致力於男孩的教育及發展，並促進相關的教育工作者之專業發展，以及有關院校的進步。
聖保羅書院的聯繫學校如下：
- 中国西安 西安交通大學附屬中學
- 中国上海 上海交通大學附屬中學
- 悉尼 Barker College
- 珀斯 Christ Church Grammar School
- 德国薩斯巴赫 Heimschule Lender （页面存档备份，存于）
- 美国達拉斯 聖馬可學校
- 美国紐約 Trinity-Pawling School
- 印度阿杰梅爾 Mayo College
- 日本大阪 關西學院千里國際中等部、高等部

## 與其他學校的關係
聖保羅書院為英國聖公會在香港建立的學府，與不少其他學府有密不可分的關係。
- 聖保羅書院第二任校長施美夫夫人（Lady Smith）為曰字樓女館（拔萃男書院、協恩中學、拔萃女書院的歷史淵源）的創辦人。
- 聖保羅書院和聖若瑟書院於1877年合辦了香港開埠以來首場校際運動比賽。
- 般咸道現址校舍為前飛利女校（Fairlea Girls' School，即現協恩中學前身之一）1911年之前的校舍[33]和前香港大學聖約翰學院（St. John's College）。
- 聖保羅書院第七任校長史超域牧師協助曹善允和莫幹生創辦民生書院。
- 史超域牧師曾於1914年至1915年間兼任聖士提反書院第二任校長。
- 史超域牧師的胞妹嘉芙蓮（Kathleen Stewart）於1915年在堅道創立聖保羅女書院（St. Paul's Girl's College，即今聖保羅男女中學前身）。
- 聖馬可中學的前身是位於中環忌連拿利聖保羅舊校舍的聖保羅英文下午學校 （St. Paul's English PM School）。
- 聖保羅書院第九任校長史璧琦牧師曾任香港補助學校議會主席，亦為英童中學首位校長。
- 聖保羅書院第十任校長夏永豪太平紳士曾任香港補助學校議會主席，亦曾參與香港科技大學命名，其命名從百多個建議中脫穎而出，成為香港第三間大學的名稱。
- 聖保羅書院第十一任校長甘納德博士曾經是香港大學校董和香港補助學校議會主席。
- 聖保羅書院第十二任校長源迪恩先生就讀於聖保羅男女中學，曾任香港補助學校議會主席 ; 聖保羅男女中學第五任校長陳黃麗娟則就讀於聖保羅書院預科，現任校長潘紹慈亦畢業於聖保羅書院。
- 學生會每年期中試後所舉辦的學生雙週的拔河賽（Tug of War）是源於香港大學舍堂的傳統。
- 香港教育大學的歷史可追溯至1853年於聖保羅書院開辦的首個正規在職教師培訓課程。[34]
- 第一屆工展會於1938年中環忌連拿利聖保羅書院舉行，當時只有40個參展商，86個攤位。

## 著名/傑出校友
聖保羅書院為香港歷史最悠久的學府之一，創校一百七十多年來培育出不少人才。早年畢業的舊生統稱校友伍廷芳、王寵惠、余兆麒、鍾士元為「聖保羅四博士」，謝雨川、何家鎏、黃焯菴則合稱「聖保羅三王」。
其餘傑出校友可見於以下列表：聖保羅書院校友列表

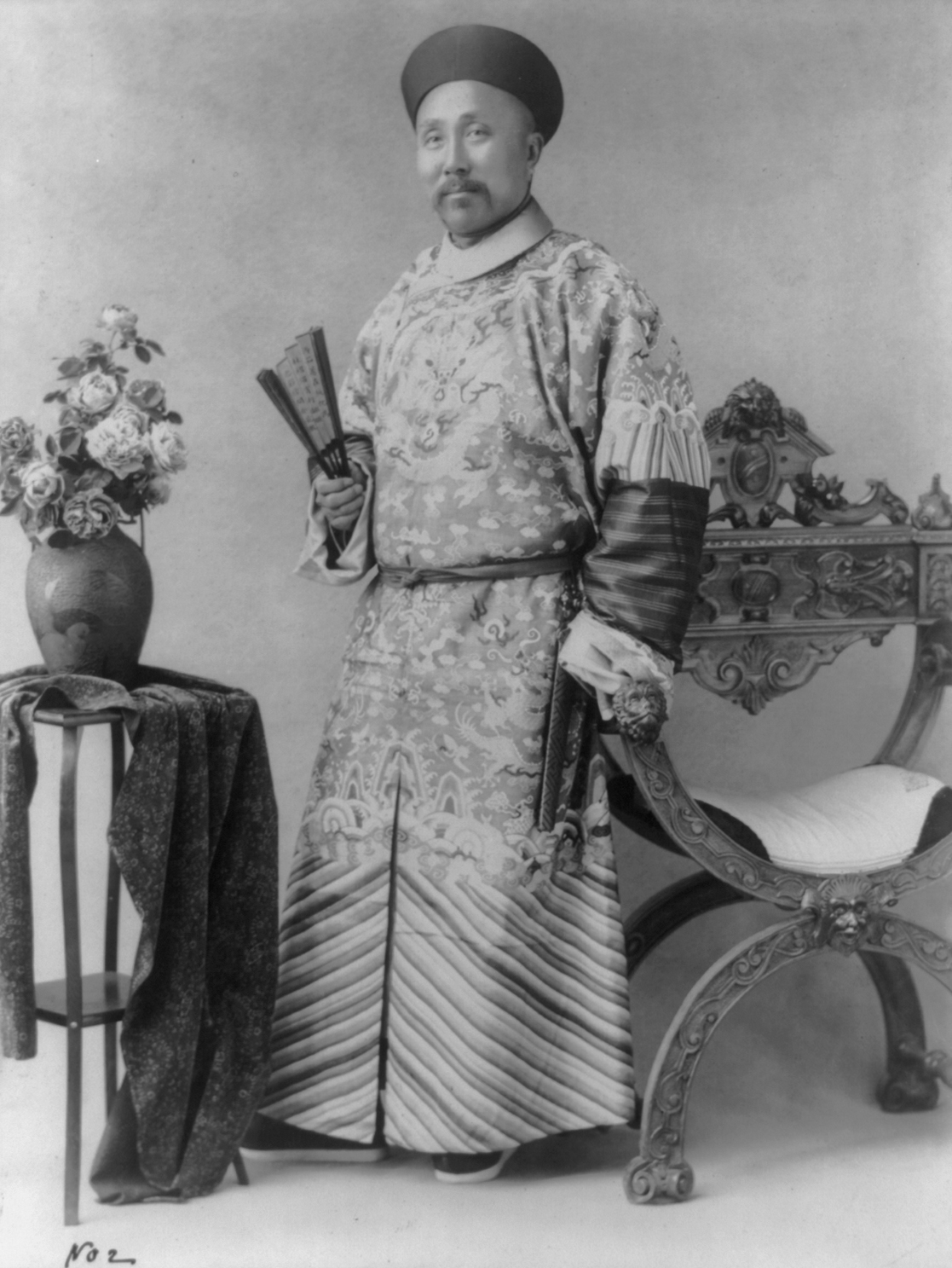
伍廷芳博士

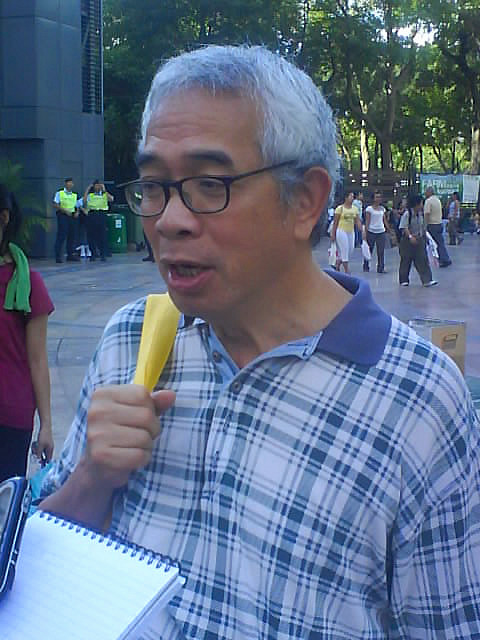
程翔先生

## 外部連結
- 聖保羅書院 （页面存档备份，存于）
- 聖保羅書院小學 （页面存档备份，存于）
- 聖保羅書院同學會
- 聖保羅書院校董會法團條例全文(香港法例第1102章) （页面存档备份，存于）
- Lifein.hk:聖保羅書院資料 （页面存档备份，存于）

22°17′04″N 114°08′20″E / 22.284385°N 114.13888°E